# Dynastes satanas
Pour les articles homonymes, voir Dynaste.
Espèce
Statut CITES
Dynastes satanas est une espèce de grands insectes forestiers de l'ordre des coléoptères, dénommée « Satanas beetle » par les anglophones et « Escarabajo rompefoc » par les hispanophones.
Cette espèce, décrite par le naturaliste allemand Julius Moser (en 1909) a fait l'objet d'un trafic illégal et est aujourd'hui semi-protégée par la CITES (Annexe II), à la demande de la Bolivie.

## Aire de répartition
Cette espèce peut être trouvée en Amérique du Sud, et plus précisément en Bolivie, au Paraguay et en Argentine.

## Description
Le mâle mesure de 50 à 115 mm et la femelle de 30 à 55 mm. Ils sont de couleur noire à marron avec une longue corne sur le thorax et une plus petite sur la tête.